# هوستییوو
هوستییوو (به چکی: Hostějov) یک منطقهٔ مسکونی در جمهوری چک است که در ناحیه اوهرسکه هرادیشتی واقع شده‌است. هوستییوو ۰٫۹۴ کیلومتر مربع مساحت و ۳۷ نفر جمعیت دارد و ۳۴۵ متر بالاتر از سطح دریا واقع شده‌است.